# Internetes webhely
A webhely kapcsolódó weboldalak gyűjteménye, beleértve multimédiás tartalmakat is, amelyet általában egy közös domain névvel azonosítanak, és legalább egy webszerveren tesznek közzé. Fontosabb példák a wikipedia.org, a google.com és az amazon.com. 

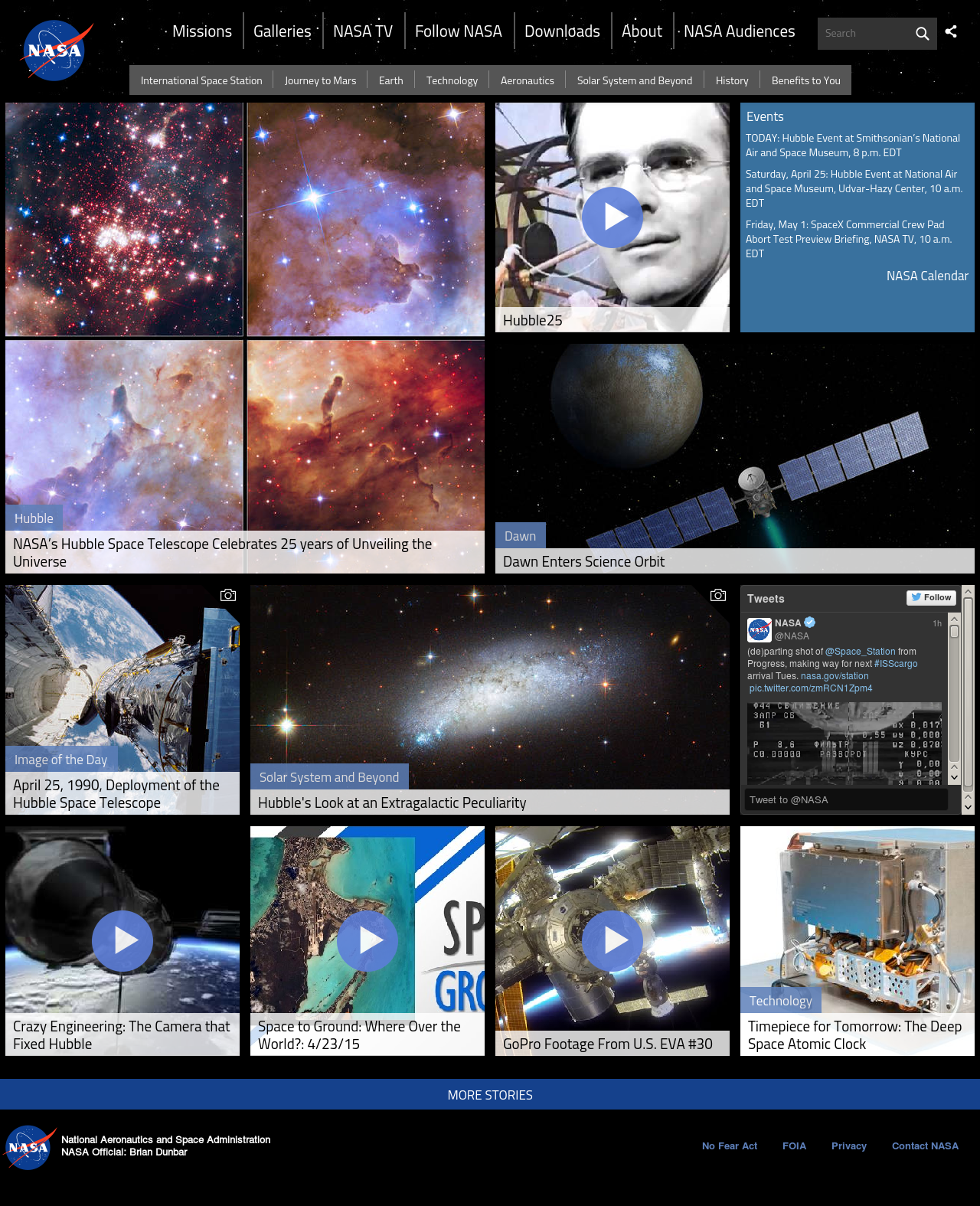
A NASA.gov honlapja 2015. április 25-én megjelent honlapja

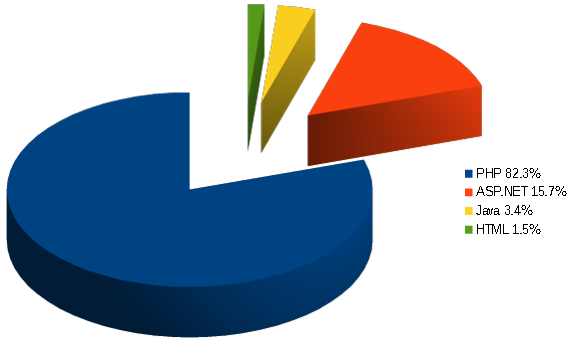
A szerveroldali programozási nyelvek aránya 2016. április 28-án

A webhely nyilvános Internet Protocol (IP) hálózaton, például az interneten vagy egy privát helyi hálózaton (LAN) keresztül érhető el, az egységes erőforrás-lokátor (URL) hivatkozásával, amely azonosítja a webhelyet. 
A weboldalak számos funkcióval rendelkezhetnek, és különböző módon használhatók; egy weboldal lehet egy személyes weboldal, egy vállalati weboldal, egy kormányzati weboldal, egy szervezet honlapja stb. A webhelyek jellemzően egy adott célra készülnek, a szórakoztató és a közösségi hálózatoktól kezdve a hírekig és az oktatásig. Valamennyi nyilvánosan hozzáférhető webhely együttesen alkotja a világhálót, míg a magán webhelyek, például a vállalat webhelye (az alkalmazottak számára) általában egy intranet részét képezik. 
A honlap (az angol "homepage" szóból; más néven "kezdőlap") pedig az adott webhelyen található weboldalak közül az elsőt jelöli, a főoldalt, azaz a kezdőlapot. 
A weblapok közötti hiperhivatkozás jeleníti meg az olvasónak a webhely felépítését és irányítja egy új oldalra, amely gyakran kezdődik a webhely tartalmának jegyzékét tartalmazó kezdőlappal. Bizonyos webhelyeken a tartalomhoz való hozzáféréshez felhasználói regisztrációra vagy előfizetésre van szükség. Példák az előfizetéses webhelyekre számos üzleti webhely, híroldalak, tudományos folyóiratok, szórakoztató weboldalak, fájlmegosztó webhelyek, fórumok, webalapú e-mailek, közösségi hálózatok, valós idejű tőzsdei adatokat nyújtó webhelyek, valamint webhelyek nyújtó webhelyek. különböző egyéb szolgáltatások.  A végfelhasználók számos eszközön férhetnek hozzá a webhelyekhez, beleértve az asztali és hordozható számítógépeket, táblagépeket, okostelefonokat és okos TV-ket.

## Története
A World Wide Web-et (WWW) 1990-ben a brit CERN fizikus Tim Berners-Lee hozta létre.  1993. április 30-án a CERN bejelentette, hogy a World Wide Web bárki számára szabadon használható. A HTML és HTTP bevezetése előtt más protokollokat, például a File Transfer Protocol és a gopher protokollt használtak az egyes fájlok letöltésére a szerverről. Ezek a protokollok egyszerű könyvtárstruktúrát kínálnak, ahol a felhasználó navigál, és a letöltendő fájlokat választják. A dokumentumokat leggyakrabban sima szövegfájlként, formázás nélkül, vagy szövegszerkesztő formátumban kódolták. 

## Dinamikus weboldal
A dinamikus weboldal gyakran és automatikusan módosítja vagy testreszabja magát. A kiszolgálóoldali dinamikus oldalak "a repülés közben" a HTML kódot létrehozó számítógépes kód segítségével jönnek létre (a CSS felelős a megjelenésért).  Számos olyan szoftverrendszer létezik, mint a CGI, a Java Servlets és a Java Server Pages (JSP), az Active Server Pages és a ColdFusion (CFML), amelyek dinamikus webrendszerek és dinamikus webhelyek létrehozására állnak rendelkezésre.  Különböző webalkalmazási keretek és webes sablonrendszerek állnak rendelkezésre az általánosan használt programozási nyelvekhez, mint a Perl, a PHP, a Python és a Ruby, hogy gyorsabbá és könnyebbé tegyék a komplex dinamikus webhelyek létrehozását. 

## Fordítás
Ez a szócikk részben vagy egészben  a   Website című angol Wikipédia-szócikk ezen változatának fordításán alapul.  Az eredeti cikk szerkesztőit annak laptörténete sorolja fel. Ez a jelzés csupán a megfogalmazás eredetét és a szerzői jogokat jelzi, nem szolgál a cikkben szereplő információk forrásmegjelöléseként.